# V625 Гидры
V625 Гидры (лат. V625 Hydrae) — двойная затменная переменная звезда типа W Большой Медведицы (EW) в созвездии Гидры на расстоянии приблизительно 788 световых лет (около 242 парсек) от Солнца. Видимая звёздная величина звезды — от +12,1m до +11,45m. Орбитальный период — около 0,3486 суток (8,3654 часа).
Открыта группой астрономов проекта ROTSE-I*.

## Характеристики
Первый компонент — жёлтый карлик спектрального класса G7V-G8V. Масса — около 1,146 солнечной, радиус — около 1,114 солнечного, светимость — около 0,987 солнечной. Эффективная температура — около 5501 K.
Второй компонент — жёлтый карлик спектрального класса G. Масса — около 0,494 солнечной, радиус — около 0,759 солнечного, светимость — около 0,508 солнечной. Эффективная температура — около 5357 K.